# Bimo Fakja
Bimo Fakja (ur. 1920 w Szkodrze, zm. 15 lutego 1982) – albański piłkarz, w latach 1946–1948 reprezentant Albanii.

## Życie prywatne
Miał syna Faslliego, również piłkarza klubu KF Vllaznia.